# Rudi Vata
Rudi Vata (* 13. února 1969) je bývalý albánský fotbalista a reprezentant. Mimo Albánii působil na klubové úrovni ve Francii, Skotsku, Německu, Japonsku a na Kypru.

## Reprezentační kariéra
Rudi Vata odehrál za albánský národní tým v letech 1990–2001 celkem 59 reprezentačních utkání a vstřelil v nich 5 gólů.

## Statistiky
| Albánie | Albánie | Albánie |
| Roky    | Záp.    | Góly    |
| ------- | ------- | ------- |
| 1990    | 1       | 0       |
| 1991    | 1       | 0       |
| 1992    | 5       | 0       |
| 1993    | 6       | 0       |
| 1994    | 3       | 0       |
| 1995    | 5       | 1       |
| 1996    | 4       | 0       |
| 1997    | 7       | 1       |
| 1998    | 8       | 0       |
| 1999    | 8       | 1       |
| 2000    | 7       | 2       |
| 2001    | 4       | 0       |
| Celkem  | 59      | 5       |